# Dolichognatha petiti
Dolichognatha petiti là một loài nhện trong họ Tetragnathidae.
Loài này thuộc chi Dolichognatha. Dolichognatha petiti được Eugène Simon miêu tả năm 1884.